# Harboviks skeppsgård

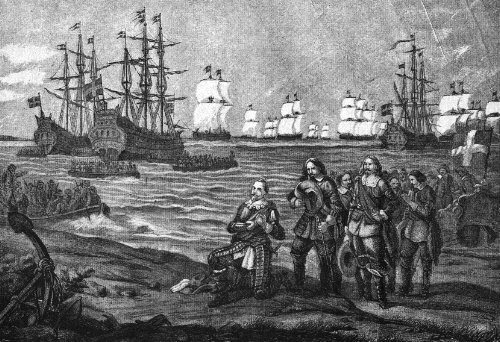
Flaggskeppet Scepter på redden vid Gustav II Adolfs landstigning på udden Nordperd på Rügen i Tyskland 1630

Harboviks skeppsgård var en av Kronans skeppsgårdar för att bygga örlogsfartyg under perioder under Johan III:s och Gustav II Adolfs regeringstider.
Harboviken, eller Hargboviken, ligger vid Hargsåns utlopp i Östersjön nedströms Harg i Östhammars kommun i norra Uppland. Skeppsgården låg på södra stranden, i viken där Braxenbolsströmmen möter havet, där idag Skatvikens småbåtshamn ligger, omedelbart väster om nuvarande Hargshamn.
Kung Johan III rustade upp landets örlogsflotta och anlade för detta ändamål tre nya skeppsvarv vid Upplands kust. Det största av dem fick namnet Harbovik i Hargs socken.
Från 1575 finns uppgifter om bygget av bland annat krigsskeppet Ängeln, 1575 (eller Häringeskeppet) på 700 ton och Upplands Lejonet, 1578 (eller Harboskeppet), men varvsverksamheten upphörde 1585.
Under Gustav II Adolfs regeringstid togs varvsverksamheten upp igen och 20 båtsmän, 19 timmermän och sex handsågare utlokaliserades från Stockholms skeppsgård. Regalskeppet Scepter, som börjat byggas på Biskops-Arnö 1612, fortsatte byggas 1615-1617 i Harbovik. Harbo Lejonet med 20 kanoner blev klart 1617, och därefter byggdes bland andra Kronan omkring 1618 med 32 kanoner och på 1.050 ton samt Apollo 1621 med 34 kanoner och på 600 ton.
Varvet lades ned 1623, varefter skeppsbyggandet flyttades till Stockholm och de då 90 varvsarbetarna  flyttades över till Skeppsholmen, numera benämnt Blasieholmen.